# MGM Portugal
O MGM começou as suas emissões em Portugal através da MGM Brasil no ano 2000, sendo posteriormente lançado um feed dedicado para Portugal no dia 21 de abril de 2009 a partir do Brasil sob a designação de MGM Portugal. 
A emissão era feita no formato 4:3 SD e sem qualquer versão em HD disponível.
O canal acabou por ser substituído a 4 de novembro de 2014 pelo canal AMC na operadora MEO e Cabovisão por decisão da AMC Networks International.